# William Gibson (1909–1988)
William Gibson, född 8 juni 1909 i Jonsered i Partille socken, död 23 juli 1988 i Glumslöv i Skåne, var en svensk målare och ingenjör. 
Han var son till kommendörkapten William Gibson och Aina Isabella Koch och brorson till Sidney Gibson.
Gibson utbildade sig till ingenjör vid Chalmers tekniska högskola 1929–34 och arbetade därefter som ingenjör. Han började måla 1935 och reste samma år till London där han studerade vid Chelsea School of Art. Därefter vistades han i Paris 1937–39, där han studerade för bland annat Marcel Gromaire. Höstterminen 1940 och vårterminen 1941 studerade han vid Valands konstskola i Göteborg. Tillsammans med Rune Persson och Per Olof Zachrisson ställde han ut på Linköpings museum 1951. Han ställde ut separat på Konstgalleriet i Göteborg, Galerie Moderne och på Louis Hahnes konsthandel i Stockholm. Hans konst består av interiörer, stadsbilder och landskap samt några enstaka figurstudier i olja eller pastell.